# Juan A. Poloney
Gral. Juan A. Poloney fue un militar mexicano que participó en la Revolución mexicana. 
El 15 de marzo de 1912 el coronel Juan A. Poloney, comandante del 31 Batallón, se sublevó contra Victoriano Huerta. Sin embargo, el 2 de febrero de 1914 fue nombrado gobernador del Estado de Guerrero por las fuerzas huertistas, sustituyendo a Manuel Zozaya, cargo que ocupó hasta el 23 de mayo del mismo año. 
Con la destitución del general Juvencio Robles como jefe político y militar de Morelos y la llegada del general de brigada Adolfo Jiménez Castro el 13 de septiembre de 1913, pasó a defender Chilpancingo, Estado de Guerrero, que fue el principal bastión huertista contra los zapatistas al mando de Luis G. Cartón. Luego de entregar el mando estatal al general Antonio G. Olea, el 23 de marzo de 1914 fue capturado durante la Toma de Chilpancingo liderada por los generales Ignacio Maya y Encarnación Díaz. 
Fue juzgado por delitos de incendio a pueblos y de asesinatos a pacíficos, siendo encontrado culpable y pasado por las armas el 24 de marzo de 1914. 